# Annibale Bugnini
Annibale Bugnini, C.M. (Civitella del Lago (Umbrië), 14 juni 1912 – Rome, 3 juli 1982) was een Italiaans lazarist en aartsbisschop die de liturgiehervorming na het Tweede Vaticaans Concilie (1962 - 1965) overzag.
Hij werd in 1936 priester gewijd. Van 1968 tot 1970 was hij de pauselijke ceremoniemeester van Paulus VI en in 1972 werd hij verheven tot titulair aartsbisschop van Diocletiana. Van 1976 tot zijn dood in 1982 was hij apostolische pro-nuntius in Iran.

## Leven en werk
Bugnini ontving op 26 juli 1936 de priesterwijding. Vanaf 1946 was hij hoofdredacteur van het liturgisch tijdschrift Ephemerides liturgicae. Van 1948 tot 1960 was hij secretaris van de door paus Pius XII ingestelde commissie voor liturgische hervorming. In 1957 werd hij professor in de liturgie aan de Pauselijke Lateraanse Universiteit. Bugnini was secretaris van de door paus Paulus VI ingestelde liturgiehervormingscommissie. Hieruit kwam het Sacrosanctum Concilium voort, de Constitutie over de Liturgie, van het Tweede Vaticaans Concilie. De constitutie is het eerste conciliedocument, waarvoor belangrijk voorwerk al was verricht door eerdergenoemde commissie van 1948 tot 1960, die was voortgevloeid uit de al langer bestaande Liturgische Beweging. De constitutie is gedateerd op 4 december 1963. In die tijd moest Bugnini overigens zijn leerstoel aan de Lateraanse Universiteit opgeven, omdat volgens Piero Marini, zijn liturgische ideeën als te progressief werden gezien. 
Consultant van het Tweede Vaticaans Concilie, Louis Bouyer, noemde Bugnini in zijn postuum gepubliceerde memoires (2015) "een man die het ontbrak aan beschaving en eerlijkheid". Na het Tweede Vaticaans Concilie voerde hij in opdracht van en in samenwerking met paus Paulus VI de liturgiehervorming in.
De ijverige „manager“ Bugnini gold vanwege deze hervorming bij velen als omstreden, maar kon op het welnemen van de paus rekenen. Traditionele katholieken verweten hem echter dat hij vrijmetselaar was geweest, of daarmee connecties had gehad. Daarmee werd impliciet zijn betrokkenheid bij antiklerikale complotten bedoeld. Het Vaticaan ontkende dit in de Osservatore Romano van 10 oktober 1976.
Op 6 januari 1972 werd Bugnini titulair aartsbisschop van titulair bisdom Diocletiana en in februari door de paus ingewijd. Medeconsecratoren waren onder andere Bernard Jan Alfrink, aartsbisschop van Utrecht, en William John Conway, aartsbisschop van Armagh. 
Op 4 januari 1976 werd Annibale Bugnini Apostolisch Nuntius in Iran. De overplaatsing naar Iran zou het gevolg zijn geweest van eigenmachtig optreden van Bugnini als secretaris van de liturgiecommissie, wat de kardinaal-prefect James Robert Knox en de Congregatie voor de Geloofsleer onder kardinaal Franjo Šeper niet meer wilden dulden; ook zouden beweerde vrijmetselaarscontacten meespelen. In Iran stortte Bugnini zich opnieuw met ijver op zijn werk, wat tijdens de Islamitische Revolutie voor het Vaticaan van grote betekenis was. In 1979 bracht hij, uit naam van de paus, een verzoek om de Amerikaanse gijzelaars vrij te laten over aan ayatollah Ruhollah Khomeini. Het verzoek bleef zonder succes.
Op 3 juli 1982 overleed Annibale Bugnini in een kliniek in Rome.

### Vrijmetselarij
De enkele malen herhaalde bewering dat Bugnini vrijmetselaar was, werd voor het eerst gedaan door de Italiaanse essayist Tito Casini in diens boek Nel Fumo di Satana. Verso t'ultimo scontro (Florence: Il carro di San Giovanni, 1976). Volgens zijn anonieme bron had iemand documenten gevonden die daarop duidden, deze documenten bleken van Bugnini te zijn. De Engelse schrijver Michael Davies legde een verband tussen de uitzending van Bugnini naar Iran door paus Paulus VI, en zijn aan het licht gekomen vrijmetselaarscontacten. Davies verzekerde dat een niet-genoemde conservatieve kardinaal hem in de zomer van 1975 vertelde over een dossier dat bij de paus aanwezig was, met bewijzen van de vrijmetselaarsconnectie van Bugnini.
- Bibsys: 90704619
- Bibliothèque nationale de France: cb12185237c (data)
- Gemeinsame Normdatei: 13380271X
- International Standard Name Identifier: 0000 0001 1673 1340
- Library of Congress Control Number: n83219973
- Nationale Bibliotheek van Tsjechië: xx0102767
- Nederlandse Thesaurus van Auteursnamen: 069217734
- Istituto Centrale per il Catalogo Unico: SBLV021481
- Système universitaire de documentation: 030437822
- Virtual International Authority File: 74485933
- WorldCat: E39PBJq74fbFpGJYp9CpRXK68C